# スマノダイドウ
スマノダイドウは、日本のアングロアラブ競走馬、種牡馬である。1970年代の地方競馬で活躍し、種牡馬としても日本リーディングサイアーに輝くこと7回を数えた。

## 出自
スマノダイドウの競走馬の血統は父がアラブ血量50%のアングロアラブであるミトタカラ、母はサラブレッド系種のトキノメジロであるが、この両親から生まれたスマノダイドウがサラブレッド並みの競走能力を示したこと、また両親ともに毛色は栗毛であり、遺伝法則からその産駒は必ず栗毛になるはずであるがスマノダイドウは鹿毛で登録されるという矛盾もあり、テンプラ疑惑が持たれた。

## 競走馬時代
馬齢は旧表記を用いる。
3歳となった1972年に佐賀競馬場でデビューした。当初はダイニトキタカラという馬名だった。佐賀では5戦5勝の成績を収め、同年10月に兵庫に移籍し改名した。兵庫でも2連勝し、3戦目（通算8戦目）で初の2着となったが、年が明けてからはふたたび4連勝を記録し、大井競馬場で行われるアラブダービーに出走するため一時的に大井に移籍した。大井では2戦目に2着と敗れたが3戦目のアラブダービーを勝利したため予定通り兵庫に戻った。
その後は5戦して1勝と取りこぼしも目立ってきたが、1973年11月7日の競走からふたたび4連勝で翌1974年1月30日の園田競馬場第8競走に駒を進めた。この競走では1歳年上で当時兵庫の古馬ナンバーワンと目されていたタイムラインと初対決ということもあり注目を集めたが、「園田事件」と呼ばれるアクシデントで競走不成立に終わった（詳細は園田事件およびタイムラインの項目を参照）。
その後は5連敗と精彩を欠いたこともあり、6歳となった翌1975年にはふたたび大井に移籍した。同年は8戦3勝で、特別戦、重賞競走の銀盃、サラブレッド相手のサラオープン特別を優勝し、12月の全日本アラブ大賞典でもホクトライデンの2着と健闘して引退した。

## 種牡馬時代
引退後は北海道の白馬スタリオンステーションで種牡馬となり、1976年から1996年7月27日に盲腸破裂のため26歳で死亡するまで過ごした。産駒は大いに活躍し、1983年 - 1985年・1988年・1990年 - 1992年の7回に渡って日本リーディングサイアーに輝いた。
アラブダービーはタイヨウペガサス、オタルホーマーの2頭で2勝、楠賞全日本アラブ優駿はハギノニユーグリン、ダンデイダイドウ、オタルホーマー、コノミテイオーの4頭で4勝したほか、スマノヒツトなどが繁殖においても活躍したが、現在日本のアングロアラブ生産は年間数頭まで縮小している。

## 血統表
| スマノダイドウの血統（アラブ血量25.39% サラ ザテトラーク系/トウルヌソル4×5=9.38%、シアンモア5×5=6.25%〈母内〉） | スマノダイドウの血統（アラブ血量25.39% サラ ザテトラーク系/トウルヌソル4×5=9.38%、シアンモア5×5=6.25%〈母内〉） | スマノダイドウの血統（アラブ血量25.39% サラ ザテトラーク系/トウルヌソル4×5=9.38%、シアンモア5×5=6.25%〈母内〉） | （血統表の出典）               | （血統表の出典）     |
| 父 アア ミトタカラ 1956 栗毛                                                                                    | 父の父サラ タカクラヤマ 1947 鹿毛                                                                               | *セフト Theft                                                                                                   | Tetratema                      | Tetratema            |
| 父 アア ミトタカラ 1956 栗毛                                                                                    | 父の父サラ タカクラヤマ 1947 鹿毛                                                                               | *セフト Theft                                                                                                   | Voleuse                        |                      |
| 父 アア ミトタカラ 1956 栗毛                                                                                    | 父の父サラ タカクラヤマ 1947 鹿毛                                                                               | 峰城 | *トウルヌソル                  | *トウルヌソル        |
| 父 アア ミトタカラ 1956 栗毛                                                                                    | 父の父サラ タカクラヤマ 1947 鹿毛                                                                               | 峰城 | 月城                           |                      |
| 父 アア ミトタカラ 1956 栗毛                                                                                    | 父の母アラ 金友 1949 鹿毛                                                                                       | *フアヘツド Fahed                                                                                               | Mahnagi Sbeli                  | Mahnagi Sbeli        |
| 父 アア ミトタカラ 1956 栗毛                                                                                    | 父の母アラ 金友 1949 鹿毛                                                                                       | *フアヘツド Fahed                                                                                               | Kuheilaan Kharass              |                      |
| 父 アア ミトタカラ 1956 栗毛                                                                                    | 父の母アラ 金友 1949 鹿毛                                                                                       | 逸錦 | *ニグリス                      | *ニグリス            |
| 父 アア ミトタカラ 1956 栗毛                                                                                    | 父の母アラ 金友 1949 鹿毛                                                                                       | 逸錦 | コハイランエツチ               |                      |
| 母 サラ系 トキノメジロ 1964 栗毛                                                                                | 母の父サラ メジロオー 1958 黒鹿毛                                                                               | *ゲイタイム Gay Time                                                                                            | Rockefella                     | Rockefella           |
| 母 サラ系 トキノメジロ 1964 栗毛                                                                                | 母の父サラ メジロオー 1958 黒鹿毛                                                                               | *ゲイタイム Gay Time                                                                                            | Daring Miss                    |                      |
| 母 サラ系 トキノメジロ 1964 栗毛                                                                                | 母の父サラ メジロオー 1958 黒鹿毛                                                                               | キヨハ | *プリメロ                      | *プリメロ            |
| 母 サラ系 トキノメジロ 1964 栗毛                                                                                | 母の父サラ メジロオー 1958 黒鹿毛                                                                               | キヨハ | 第弐オーイエー                 |                      |
| 母 サラ系 トキノメジロ 1964 栗毛                                                                                | 母の母サラ系 トキノハツエ 1956 鹿毛                                                                             | サラ トキデンコー                                                                                               | トキノチカラ                   | トキノチカラ         |
| 母 サラ系 トキノメジロ 1964 栗毛                                                                                | 母の母サラ系 トキノハツエ 1956 鹿毛                                                                             | サラ トキデンコー                                                                                               | 第五ウヱツデイングサーフ       |                      |
| 母 サラ系 トキノメジロ 1964 栗毛                                                                                | 母の母サラ系 トキノハツエ 1956 鹿毛                                                                             | サラ系 第二一風                                                                                                 | サラ *ダークフアイヤ           | サラ *ダークフアイヤ |
| 母 サラ系 トキノメジロ 1964 栗毛                                                                                | 母の母サラ系 トキノハツエ 1956 鹿毛                                                                             | サラ系 第二一風                                                                                                 | サラ系 第二春風 （ntb 明石系） |                      |

母の父メジロオーは1961年の東京優駿でハクシヨウに「髪の毛一本」とも言われた僅差で敗れたことで知られる。宮崎県で種牡馬入りし、4年間の供用でわずかな産駒しか残せず、ほとんど成果も残せなかったが、スマノダイドウを通じてアングロアラブに血脈を広げた。母の母の父トキデンコーは1952年秋の京都記念の勝ち馬。